# Overføringsbillede
Et overføringsbillede er et billede trykt på papir eller plast overtrukket med limmasse. Det spejlvendte billede presses mod den genstand, motivet skal overføres til, hvorefter underlaget fjernes. Nogle overføringsbilleder skal fugtes med vand (ofte kaldet børnetatoveringer) inden de overføres, mens andre billeder overføres ved at trykke en hård griffel eller mønt mod underlaget.